# Lijst van afleveringen van The Killing
Dit is een lijst met afleveringen van de Amerikaanse televisieserie The Killing.
Een overzicht van alle afleveringen is hieronder te vinden.

## Seizoen 1 (2011)
| nr. in serie | nr. in seizoen | Titel                              | Regisseur             | Schrijver(s)                   | Uitzenddatum  |
| ------------ | -------------- | ---------------------------------- | --------------------- | ------------------------------ | ------------- |
| 1            | 1              | Pilot                              | Patty Jenkins         | Veena Sud                      | 3 april 2011  |
| 2            | 2              | The Cage                           | Ed Bianchi            | Veena Sud                      | 3 april 2011  |
| 3            | 3              | El Diablo                          | Gwyneth Horder-Payton | Dawn Prestwich & Nicole Yorkin | 10 april 2011 |
| 4            | 4              | A Soundless Echo                   | Jennifer Getzinger    | Soo Hugh                       | 17 april 2011 |
| 5            | 5              | Super 8                            | Phil Abraham          | Jeremy Doner                   | 24 april 2011 |
| 6            | 6              | What You Have Left                 | Agnieszka Holland     | Nic Pizzolatto                 | 1 mei 2011    |
| 7            | 7              | Vengeance                          | Ed Bianchi            | Linda Burstyn                  | 8 mei 2011    |
| 8            | 8              | Stonewalled                        | Dan Attias            | Aaron Zelman                   | 15 mei 2011   |
| 9            | 9              | Undertow                           | Agnieszka Holland     | Dan Nowak                      | 22 mei 2011   |
| 10           | 10             | I'll Let You Know When I Get There | Ed Bianchi            | Nicole Yorkin & Dawn Prestwich | 29 mei 2011   |
| 11           | 11             | Missing                            | Nicole Kassell        | Veena Sud                      | 5 juni 2011   |
| 12           | 12             | Beau Soleil                        | Keith Gordon          | Jeremy Doner & Soo Hugh        | 12 juni 2011  |
| 13           | 13             | Orpheus Descending                 | Brad Anderson         | Veena Sud & Nic Pizzolatto     | 19 juni 2011  |

## Seizoen 2 (2012)
| nr. in serie | nr. in seizoen | Titel               | Regisseur         | Schrijver(s)                   | Uitzenddatum  |
| ------------ | -------------- | ------------------- | ----------------- | ------------------------------ | ------------- |
| 14           | 1              | Reflections         | Agnieszka Holland | Veena Sud                      | 1 april 2012  |
| 15           | 2              | My Lucky Day        | Dan Attias        | Dawn Prestwich & Nicole Yorkin | 1 april 2012  |
| 16           | 3              | Numb                | Brad Anderson     | Eliza Clark                    | 8 april 2011  |
| 17           | 4              | Ogi Jun             | Phil Abraham      | Jeremy Doner                   | 15 april 2012 |
| 18           | 5              | Ghosts of the Past  | Ed Bianchi        | Wendy Riss                     | 22 april 2012 |
| 19           | 6              | Openings            | Kevin Bray        | Aaron Zelman                   | 29 april 2012 |
| 20           | 7              | Keylela             | Nicole Kassell    | Dan Nowak                      | 6 mei 2012    |
| 21           | 8              | Off the Reservation | Veena Sud         | Nathaniel Halpern              | 13 mei 2012   |
| 22           | 9              | Sayonara, Hiawatha  | Phil Abraham      | Nicole Yorkin & Dawn Prestwich | 20 mei 2012   |
| 23           | 10             | 72 Hours            | Nicole Kassell    | Eliza Clark                    | 27 mei 2012   |
| 24           | 11             | Bulldog             | Ed Bianchi        | Jeremy Doner                   | 3 juni 2012   |
| 25           | 12             | Donnie or Marie     | Keith Gordon      | Aaron Zelman & Wendy Riss      | 10 juni 2012  |
| 26           | 13             | What I Know         | Patty Jenkins     | Veena Sud & Dan Nowak          | 17 juni 2012  |

## Seizoen 3 (2013)
| nr. in serie | nr. in seizoen | Titel                  | Regisseur      | Schrijver(s)                   | Uitzenddatum    |
| ------------ | -------------- | ---------------------- | -------------- | ------------------------------ | --------------- |
| 27           | 1              | The Jungle             | Ed Bianchi     | Veena Sud                      | 2 juni 2013     |
| 28           | 2              | That You Fear the Most | Lodge Kerrigan | Dan Nowak                      | 2 juni 2013     |
| 29           | 3              | Seventeen              | Kari Skogland  | Eliza Clark                    | 9 juni 2013     |
| 30           | 4              | Head Shots             | Michael Rymer  | Dawn Prestwich & Nicole Yorkin | 16 juni 2013    |
| 31           | 5              | Scared and Running     | Dan Attias     | Coleman Herbert                | 23 juni 2013    |
| 32           | 6              | Eminent Domain         | Keith Gordon   | David Wiener                   | 30 juni 2013    |
| 33           | 7              | Hope Kills             | Tricia Brock   | Brett Conrad                   | 7 juli 2013     |
| 34           | 8              | Try                    | Lodge Kerrigan | Nic Sheff & Aaron Slavik       | 14 juli 2013    |
| 35           | 9              | Reckoning              | Jonathan Demme | Dan Nowak                      | 21 juli 2013    |
| 36           | 10             | Six Minutes            | Nicole Kassell | Veena Sud                      | 28 juli 2013    |
| 37           | 11             | From Up Here           | Phil Abraham   | Eliza Clark                    | 4 augustus 2013 |
| 38           | 12             | The Road to Hamelin    | Dan Attias     | Dawn Prestwich & Nicole Yorkin | 4 augustus 2013 |

## Seizoen 4 (2014)
| nr. in serie | nr. in seizoen | Titel              | Regisseur         | Schrijver(s)                   | Uitzenddatum    |
| ------------ | -------------- | ------------------ | ----------------- | ------------------------------ | --------------- |
| 39           | 1              | Blood in the Water | Nicole Kassell    | Veena Sud                      | 1 augustus 2014 |
| 40           | 2              | Unraveling         | Lodge Kerrigan    | Dan Nowak                      | 1 augustus 2014 |
| 41           | 3              | The Good Soldier   | Ed Bianchi        | Nicole Yorkin & Dawn Prestwich | 1 augustus 2014 |
| 42           | 4              | Dream Baby Dream   | Gregory Middleton | Sean Whitesell                 | 1 augustus 2014 |
| 43           | 5              | Truth Asunder      | Coky Giedroyc     | Dan Nowak                      | 1 augustus 2014 |
| 44           | 6              | Eden               | Jonathan Demme    | Veena Sud                      | 1 augustus 2014 |